# دیویس کلیولند
 دیویس کلیولند (انگلیسی: Davis Cleveland؛ زادهٔ ۵ فوریهٔ ۲۰۰۲) یک موسیقی‌دان اهل ایالات متحده آمریکا است. وی از سال ۲۰۰۸ میلادی تاکنون مشغول فعالیت بوده‌است.